# Freycinetia insolita
Freycinetia insolita är en enhjärtbladig växtart som beskrevs av Benjamin Clemens Masterman Stone. Freycinetia insolita ingår i släktet Freycinetia och familjen Pandanaceae. Inga underarter finns listade.